# الحزب الاشتراكي البلجيكي
الحزب الاشتراكي البلجيكي (بالفرنسية: Parti socialiste)‏ هو حزب سياسي بلجيكي، أسس في 1978، يقع مقره في بروكسل.

## أعضاء بارزون
- كود سباركل
- تحديث القائمة

- إليو دي روبو
- بول هنري سباك
- Edmond Leburton
- Anne-Marie Lizin
- فيليب مورو
- Philippe Busquin
- Paul Magnette
- Marc Tarabella
- Jean-Claude Van Cauwenberghe
- Laurette Onkelinx